# ساموئل تی درانس
ساموئل تی درانس (به انگلیسی: Samuel T. Durrance) فضانورد اهل کشور ایالات متحده آمریکا است که در ۱۷ سپتامبر ۱۹۴۳ میلادی در تالاهاسی زاده شد. وی در مأموریت اس‌تی‌اس-۳۵، اس‌تی‌اس-۶۷ حضور داشته است.